# Alternaria radicina
Alternaria radicina är en svampart som beskrevs av Meier, Drechsler & E.D. Eddy 1922. Alternaria radicina ingår i släktet Alternaria och familjen Pleosporaceae.   Inga underarter finns listade i Catalogue of Life.